# Scrittura odia
La scrittura odia (in oriya ଓଡ଼ିଆ ଲିପି), anche conosciuta come scrittura oriya, è una scrittura Brahmica usata per scrivere la lingua odia.

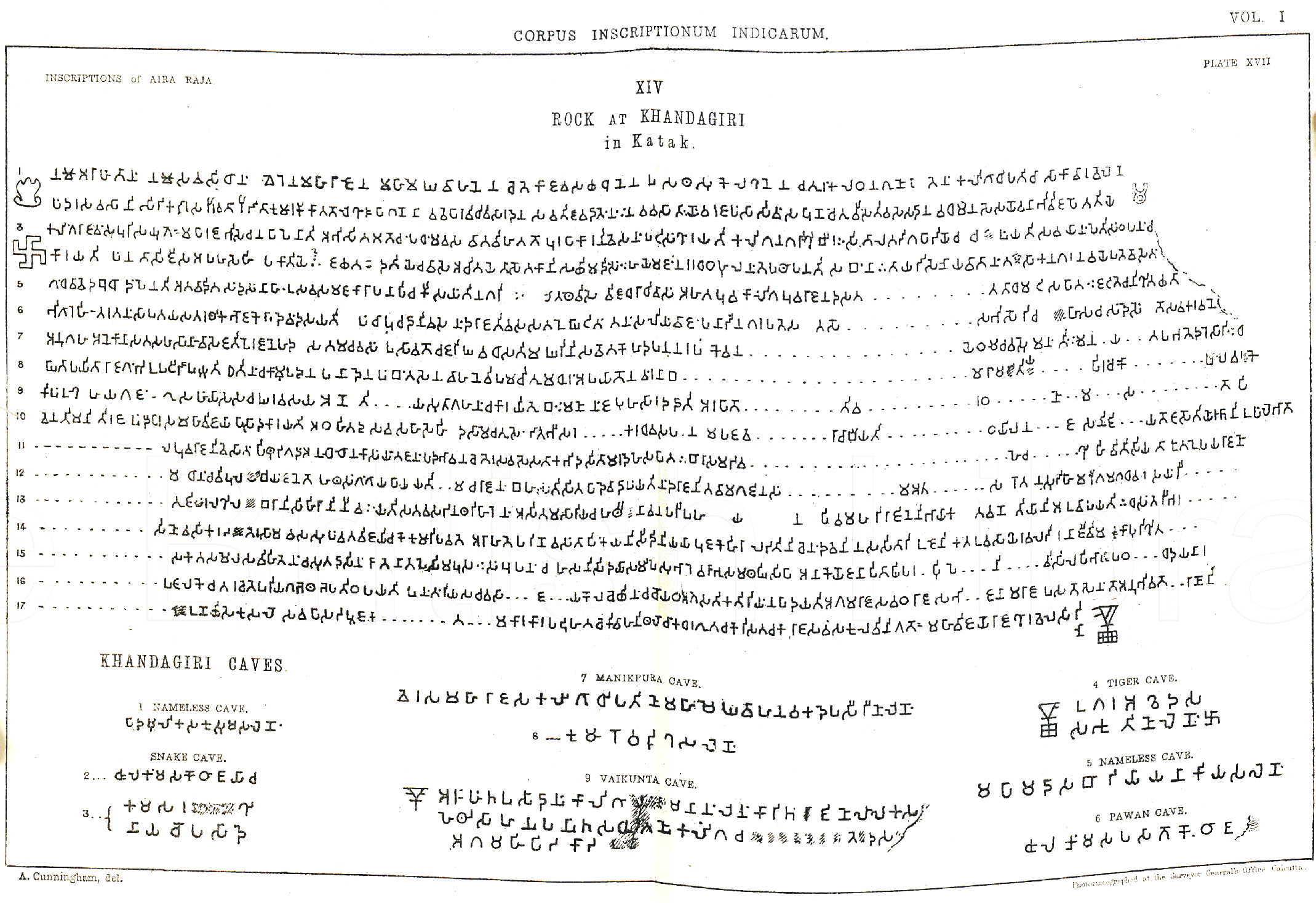
Iscrizione di Kharabela in scrittura Kalinga e lingua Odia presso Hatigumpha, Khandagiri, Bhubaneswar

La scrittura Odia si è sviluppata a partire dall'alfabeto Kalinga, uno dei tanti discendenti della scrittura brahmica dell'India antica. La prima iscrizione conosciuta in Lingua odia, nella scrittura Kalinga è datata 1051.

Campione di alfabeto Odia da un testo buddista del 1060 d.C., scritto da Sarahapada

## Alfabeto

### I caratteri
଼ ଽ ା ି ୀ ୁ ୂ ୃ ୄ େ ୈ ୋ ୌ ୍ ଁ ଂ ଃ
୦୧୨୩୪୫୬୭୮୯
ଅ ଆ ଇ ଈ ଉ ଊ ଋ ୠ ଌ ୡ ଏ ଐ ଓ ଔ
କ ଖ ଗ ଘ ଙ ଚ ଛ ଜ ଝ ଞ ଟ ଠ ଡ ଢ ଣ ତ ଥ ଦ ଧ ନ ପ ଫ ବ ଵ ଭ ମ ଯ ର ଳ ୱ ଶ ଷ ସ ହ କ୍ଷ ୟ ଲ

### Vocali indipendenti
Le vocali "ଇ" ("i"), "ଈ" ("ī"), "ଉ" ("u") e "ଊ" ("ū")  sono pronunciate come la maggior parte dei suoni lunghi allo stesso modo dei suoni vocali corti.

### Consonanti strutturate
|             | sorde  | sorde aspirate | sonore | sonore aspirate | nasali |
| ----------- | ------ | -------------- | ------ | --------------- | ------ |
| Velari      | କ (ka) | ଖ (kha)        | ଗ (ga) | ଘ (gha)         | ଙ (ṅa) |
| Palatali    | ଚ (ca) | ଛ (cha)        | ଜ (ja) | ଝ (jha)         | ଞ (ña) |
| Retroflesse | ଟ (ṭa) | ଠ (ṭha)        | ଡ (ḍa) | ଢ (ḍha)         | ଣ (ṇa) |
| dentali     | ତ (ta) | ଥ (tha)        | ଦ (da) | ଧ (dha)         | ନ (na) |
| Labiali     | ପ (pa) | ଫ (pha)        | ବ (ba) | ଭ (bha)         | ମ (ma) |

### Consonanti non strutturate
Le consonanti non strutturate sono quelle consonanti che non ricadono nelle strutture del paragrafo precedente:
ଯ (ja),
ର (ra),
ଳ (ḷa),
ୱ (wa),
ଶ (śa),
ଷ (ṣa),
ସ (sa),
ହ (ha),
କ୍ଷ (khya).
ୟ (ya).
ଲ (la),

### Vocali dipendenti
Come in altre scritture abugida, le consonanti Odia hanno una eredità vocale.
É traslitterata come  ⟨a⟩, con valore fonetico [ɔ]. La sua assenza è marcata da una halanta (virāma):
Per le altre vocali diacritiche sono usati:
| କ    | କଁ    | କଂ     | କଃ     | କ୍   |
| ka   | kã   | kaṁ   | kaḥ   | k   |
| [kɔ] | [kɔ̃] | [kɔŋ] | [kɔh] | [k] |

(Nota: In molti tipi di carattere Odia le vocali e, ai, o, au non sono propriamente visualizzate; queste sono indicate in modo approssimativo tra parentesi qui sotto.)
| କ    | କା     | କି    | କୀ     | କୁ    | କୂ     | କୃ     | କୄ      | କୢ     | କୣ      | କେ (େକ) | କୈ (େକୖ) | କୋ (େକା) | କୌ (େକୗ) |
| ka   | kā    | ki   | kī    | ku   | kū    | kr̥    | kr̥̄     | kl̥    | kl̥̄     | ke    | kai   | ko    | kau   |
| [kɔ] | [kaː] | [ki] | [kiː] | [ku] | [kuː] | [kru] | [kruː] | [klu] | [kluː] | [keː] | [kɔi̯] | [kɔ]  | [kɔu̯] |

Le vocali diacritiche possono essere fuse con le consonanti sebbene la stampa moderna che usa le legature non è più diffusa come una volta